# Botniahallen
Botniahallen (finska: Botniahalli) är en inomhusarena för främst fotboll och friidrott belägen på Prostön i Korsholm. Botniahallen samägs av Korsholm och Vasa.
Botniahallen invigdes år 1997 och har fortlöpande renoverats. I april 2025 stängde arenan för en större renovering där bland annat beläggningen på löparbanorna skall bytas ut. Arbetet beräknas kosta omkring 3,5 miljoner euro och vara klart före årsskiftet.